# «Левый уклон» в Народно-освободительном движении Югославии (1941—1942)
«Левый уклон» (сербохорв. лијева скретања / lijeva skretanja) — термин, которым в руководстве Коммунистической партии Югославии (КПЮ) назвали революционный радикализм в народно-освободительном движении (партизаны) в период зимы 1941 — весны 1942 годов, особенно давший о себе знать в Черногории, ряде районов Герцеговины и отчасти Восточной Боснии, где в то время были сосредоточены основные партизанские силы. На практике радикализм выражался во всё разраставшемся применении террористическо-репрессивных методов в отношении не только вооружённых противников, но и достаточно заметного числа местных жителей, отнесённых к категории «потенциальных врагов» или просто несогласных с политикой коммунистов, что способствовало дискредитации народно-освободительного движения среди народа.  «Левый уклон» стал одним из факторов, стимулировавших сотрудничество четнических лидеров с итальянскими оккупантами. Последствия «левого уклона» в сочетании с результатами крупных немецко-итальянских антипартизанских операций и наступательных действий четников, предпринятых с конца марта до середины июня 1942 года, обусловили тяжёлое положение, в котором оказались основные партизанские соединения в Черногории, Герцеговине и Восточной Боснии. В итоге партизаны потерпели там поражение и им пришлось оставить ранее контролируемые территории. Под влиянием критики из Москвы и ухудшения положения главных партизанских сил, руководство КПЮ приняло 19 июня 1942 года решение, которым «левый уклон» оценили как «ошибки», носившие «сектантский характер», представлявшие «крупное искажение» политической линии руководства КПЮ. При этом ответственность за такое «искажение» возложили на руководящих партийных функционеров Черногории и особенно Герцеговины.